# Park Narodowy Hwange
Park Narodowy Hwange – park narodowy położony w zachodniej części Zimbabwe, przy granicy z Botswaną. Został założony w 1930 roku jako Park Narodowy Wankie. Powierzchnia 14651 km². Obejmuje obszar płaskiej, pokrytej piaskami równiny, łagodnie opadającej ku południowemu zachodowi, we wschodniej części kotliny Kalahari. Szatę roślinną tworzą tu suche lasy miombo i mopane oraz trawiasta sawanna. W faunie występują m.in.: słonie, bawoły, żyrafy, zebry, hipopotamy, koczkodany zielone oraz liczne antylopy – impale, kudu, oryksy południowe i gnu. Wśród drapieżników spotyka się: lwy, lamparty, gepardy, hieny i szakale. Park stanowi ostoję dla nosorożca zwyczajnego.